# Władysław Heinrich
Władysław Heinrich (ur. 9 stycznia 1869 w Warszawie, zm. 30 czerwca 1957 w Krakowie) – polski historyk filozofii i psycholog, profesor Uniwersytetu Jagiellońskiego, członek Polskiej Akademii Umiejętności.

## Pochodzenie
Był synem Mikołaja (inżyniera kolejnictwa) i Barbary z domu Taude.

## Nauka
Pierwsze nauki pobierał w domu rodzinnym, następnie uczęszczał do Gimnazjum Wojciecha Górskiego w Warszawie, które ukończył w 1888. W latach 1889–1891 studiował matematykę na politechnice w Zurychu, następnie psychologię i filozofię na uniwersytecie w Monachium (1891–1893) oraz filozofię na uniwersytecie w Zurychu (1893–1894), gdzie obronił doktorat (1894, praca Moderne physiologische Psychologie in Deutschland przygotowana pod kierunkiem Richarda Avenariusa). Później uzupełniał jeszcze studia na uniwersytecie w Paryżu (1900). W 1897 został asystentem w Katedrze Fizyki Doświadczalnej UJ; po habilitacji w dziedzinie psychologii i metodologii nauk przyrodniczych (1900) przeszedł na stanowisko docenta w tej katedrze. W 1903 zorganizował pierwszą w Europie wschodniej Pracownię Psychologii Doświadczalnej i objął jej kierownictwo (do 1911). Od 1905 był profesorem tytularnym UJ, a od 1911 profesorem zwyczajnym. W latach 1911–1939 kierował Katedrą Filozofii, 1945–1951 I Katedrą Filozofii, 1921–1951 Studium Pedagogicznym, 1945–1951 Pracownią Psychologiczną. Prowadził wykłady z psychologii, psychofizyki, psychologii doświadczalnej, metodologii i filozofii nauk, teorii poznania, podstaw empiriokrytycyzmu, historii filozofii, propedeutyki filozofii. W 1951 przeszedł na emeryturę, ale powrócił jeszcze do prowadzenia wykładów dwa lata przed śmiercią (1955), mimo podeszłego wieku. Zmarł w Krakowie. Pochowany na Cmentarzu Salwatorskim (sektor SC14-1-56).

## Organizacje
W 1913 został członkiem rzeczywistym, w 1929 członkiem zwyczajnym Towarzystwa Naukowego Warszawskiego. Brał aktywny udział w pracach Polskiej Akademii Umiejętności, której członkiem korespondentem był od 1919, a członkiem czynnym od 1924; w latach 1949–1952 pełnił funkcję dyrektora Wydziału II PAU, od 1901 był członkiem Komisji Bibliograficznej akademii (jeszcze pod dawną nazwą AU), w 1911 współorganizatorem i członkiem Komisji Historii Filozofii Polskiej AU, przewodniczył Komitetowi Wydania Dzieł Arystotelesa w tłumaczeniu polskim PAU (1929–1933) oraz Komitetowi „Biblioteki Klasyków Filozofii” PAU (1946–1952). W 1948 był w gronie członków założycieli Polskiego Towarzystwa Psychologicznego i Pedagogicznego. Ponadto należał do Kasy im. Mianowskiego, Academy of Political and Social Sciences, Union des Associations Internationales, Academia Humanistica w Segedynie.

## Zainteresowania naukowe
Zainteresowania naukowe Władysława Heinricha obejmowały psychologię eksperymentalną, neurofizjologię, teorię poznania oraz historię filozofii. Heinrich był pionierem prowadzenia w Polsce eksperymentów psychologicznych nad wrażeniami wzrokowymi, słuchowymi, procesami pamięci, spostrzegania i uwagi. Dążył do ujednolicenia polskiej terminologii psychologicznej. W pracy O rozwoju metod badań naukowych (1907) przedstawił stopniowe przechodzenie od poznawania zjawisk w sposób zmysłowy (bezpośredni) do ich ujmowania w sposób abstrakcyjny. Był autorem teorii obiektywnego i subiektywnego rozpatrywania całości danych bezpośrednich (praca Die Aufmerksamkeit und die Funktionen der Sinnesorgane, 1898). W publikacji Zarys historii filozofii (1925–1930, 2 części) przedstawił syntezę dziejów filozofii greckiej i średniowiecznej. W 1914 wspólnie z Franciszkiem Bujakiem wystąpił z wnioskiem o powołanie na Uniwersytecie Jagiellońskim Katedry Socjologii, co jednak nie zostało zorganizowane; udało mu się natomiast doprowadzić do powstania Studium Pedagogicznego (1921, którego został dyrektorem), Katedry Pedagogiki (1927) i Katedry Psychologii Pedagogicznej (1928). Brał czynny udział w życiu naukowym - uczestniczył w Kongresie Psychologów Amerykańskich w New Haven (1906), III Międzynarodowej Konferencji w Sprawie Zastosowań Psychologii (1927), Kongresie Psychotechnicznym w Utrechcie (1928), VII Międzynarodowym Kongresie Filozoficznym w Oksfordzie (1930), Krajowym Zjeździe Filozofów w Zakopanem (1947, przewodniczący). W latach 1923–1935 był redaktorem naczelnym „Kwartalnika Filozoficznego”.
Ogłosił wiele prac naukowych, m.in.:
- O wahaniach w natężeniu zaledwie dostrzegalnych wrażeń optycznych i akustycznych (1899)
- Przegląd badań nad wrażeniami barwnymi (1901)
- Teorie i wyniki badań psychologicznych (1902)
- Psychologia uczuć (1907)
- Johannes Scotus Eriugena i Spinoza (1909)
- Filozofia grecka do Platona (1914)
- Stereoskopia monokularna (1936)
- Les fonctions des capillaires et la concentration de l'attention (1938, z Tomaszem Strzemboszem)
- Notes sur les reactions de capillaires pendant l'excitation des centres visuels de l'ecorce cerebrale (1938)

## Ordery i odznaczenia
- Krzyż Komandorski Orderu Odrodzenia Polski (9 listopada 1931)[2]
- Złoty Krzyż Zasługi (11 listopada 1936)[3]